# Муллаев, Шарафудин Якубович
Шарафудин Якубович Муллаев (15 июля 1929 — 10 июня 2024) — передовик советской цветной металлургии, бригадир проходчиков Тырныаузского горнометаллургического комбината Министерства цветной металлургии СССР, Кабардино-Балкарская АССР, Герой Социалистического Труда (1971).

## Биография
Родился 15 июля 1929 года в селе Верхний Хулам Кабардино-Балкарской АССР в балкарской семье.
В начале Великой Отечественной войны стал работать наравне со взрослыми в полеводческой бригаде местного колхоза. Весной 1944 года всех жителей села депортировали в Казахскую ССР. Шарафудин стал трудиться на строительстве каскада Алма-Атинской ГЭС.
Одним из первых в сентябре 1956 года вернулся в родные края и трудоустроился на угольный рудник "Местпром" в селении Былым. Возглавил бригаду плотников, строил жилые бараки для работников угольной промышленности. В конце 1950-х перешёл работать на вольфрамо-молибденовый комбинат в Тырныаузе. Стал работать в шахте.
В октябре 1969 года принимал участие в социалистическом соревновании по вертикальной горной выработке. Очень трудоёмкая и опасная работа. Позже возглавил скоропроходческую бригаду. В 1970 году его бригада интенсивно осваивала комплекс КПВ-1. Они сумели при рекордном обязательстве в 750 метров пройти 766 метров горного пути в скальной породе. Это было большое достижение в горнодобывающей промышленности.
Указом Президиума Верховного Совета СССР от 30 марта 1971 года за достижение высоких показателей в производстве и горнодобывающей промышленности Муллаеву Шарафудину Якубовичу было присвоено звание Героя Социалистического Труда с вручением ордена Ленина и медали «Серп и Молот».
Избирался депутатом Верховного Совета Кабардино-Балкарской АССР, был делегатом XXV съезда КПСС, членом Кабардино-Балкарского обкома КПСС.
Проживал в городе Нальчике. Проводил активную общественную работу.
Скончался 10 июня 2024 года в Кабардино-Балкарии в возрасте 94 лет.

## Награды
За трудовые успехи был удостоен:
- золотая звезда «Серп и Молот» (30.03.1971)
- орден Ленина (30.03.1971)
- Орден Дружбы народов (02.03.1981)
- Знак «Шахтёрская слава» II степени
- Знак «Шахтёрская слава» III степени
- другие медали.